# Karim Alami
| Estadísticas de Karim Alami   | Estadísticas de Karim Alami  |
| ----------------------------- | ---------------------------- |
| Origen:                       | Casablanca, Marruecos        |
| Fecha de nacimiento:          | 24 de mayo de 1973 (51 años) |
| Altura:                       | 1.85 m                       |
| Peso:                         | 85 kg                        |
| Juego:                        | Diestro                      |
| Profesional desde:            | 1990                         |
| Retiro:                       | 2003                         |
| Mejor ranking ATP en Singles: | 25°                          |
| Mejor ranking ATP en Dobles:  | 130°                         |

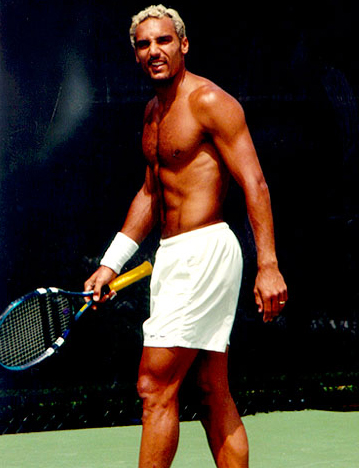
Karim Alami.

Karim Alami (Casablanca, 24 de mayo de 1973) es un extenista profesional marroquí.
Su entrenador fue el tenista argentino Charlie Gattiker (1956-2010).

## Títulos (3)

### Individuales (2)
| Leyenda                |
| Grand Slam (0)         |
| Tennis Masters Cup (0) |
| ATP Masters Series (0) |
| ATP Tour (2)           |

| N.º | Fecha                    | Torneo                  | Superficie    | Oponente en la final    | Resultado    |
| --- | ------------------------ | ----------------------- | ------------- | ----------------------- | ------------ |
| 1.  | 29 de abril de 1996      | Atlanta, Estados Unidos | Tierra batida | Nicklas Kulti (Suecia)  | 6-3 6-4      |
| 2.  | 23 de septiembre de 1996 | Palermo, Italia         | Tierra batida | Adrian Voinea (Rumania) | 7-5 2-1 ret. |

### Finalista en individuales (4)
- 1994: Casablanca (pierde ante Renzo Furlan)
- 1998: Bolonia (pierde ante Julián Alonso)
- 1999: Barcelona (pierde ante Félix Mantilla)
- 1999: Amersfoort (pierde ante Alberto Martín)

### Dobles (1)
| Leyenda                |
| Grand Slam (0)         |
| Tennis Masters Cup (0) |
| ATP Masters Series (0) |
| ATP Tour (1)           |

| N.º | Fecha                   | Torneo           | Superficie    | Pareja                 | Oponentes en la final                        | Resultado   |
| --- | ----------------------- | ---------------- | ------------- | ---------------------- | -------------------------------------------- | ----------- |
| 1.  | 8 de septiembre de 1997 | Marbella, España | Tierra batida | Julián Alonso (España) | Alberto Berasategui / Jordi Burillo (España) | 4-6 6-3 6-0 |